# Rhododendron simsii
L'azalea indica (Rhododendron simsii Planch., 1853) è una pianta appartenente alla famiglia delle Ericaceae.

## Etimologia
Il nome della specie commemora il botanico inglese John Sims (1749-1831) che fu il primo editore di "Magazine Botanique".

## Descrizione
La pianta è di piccola taglia ha un arbusto sempreverde, con foglie lanceolate indivise con la pagina inferiore e margine intero verdi scuri. I fiori di solito durano molto, la policromia viene mantenuta più a lungo a basse temperature, la corolla ha la forma a imbuto con colori vari (di solito rosa, rossi o bianchi)

## Distribuzione e habitat
La specie è comune a Hong Kong, ma è distribuita anche nel sud dello Yangtze in Cina, nonché in Myanmar, Laos, Vietnam e Tailandia.

## Usi
La pianta viene spesso utilizzata come pianta da appartamento e come pianta da vaso adatta per i soggetti allergici.

## Coltivazione
La specie è sensibile al gelo. Bisogna annaffiarla regolarmente lasciandola asciugare tra un'annaffiatura e l'altra. Apprezza  un substrato permeabile, privo di calcare e ricco di nutrienti con la luce assolata o a mezz'ombra.